# Город без окон. Выход
«Город без окон. Выход» — концертный альбом российской рок-группы «ДДТ», вышедший в 2004 году.
Представляет собой вторую часть концертной программы, записанной 29—30 ноября 2001 года в ДК Горбунова, Москва (первая вышла под названием «Город без окон. Вход»).

## Об альбоме
Исполнение «While My Guitar Gently Weeps» стало посвящением Джорджу Харрисону, который умер 29 ноября 2001 года. По словам гитариста группы Вадима Курылёва, группа узнала об этом за два часа до концерта: «С МТV даже приходили с телекамерами, спрашивали, что мы думаем о Харрисоне. Аккорды и слова этой песни я с детства помню….».
Альбом вышел на компакт-дисках и магнитофонных кассетах; помимо этого, Moroz Records и DDT Records издали одноимённый концертный DVD, дополнительный материал — клип «Крыса», режиссёры М. Колпахчиев, А. Кайфович, 2002.

## Список композиций
Автор песен Юрий Шевчук (кроме отмеченного)
1. «Последний Адам» (Вадим Курылёв)
2. «Харакири» (Вадим Курылёв)
3. «While My Guitar Gently Weeps» (Джордж Харрисон)
4. «Актриса весна»
5. «Дождь»
6. «Осень I» («В последнюю осень»)
7. «Осень 2» («Что такое осень»)
8. «Метель августа»
9. «Вальс»
10. «Рождество»
11. «Рождественская» *
12. «Потолок»
13. «Ночь Людмила»
14. «Это всё»

* фактически — «Ночная пьеса»; не путать с композицией из программы «Чёрный пёс Петербург».

## Участники записи
- Юрий Шевчук — автор, вокал, акустическая гитара, тимбалы
- Вадим Курылёв — гитара, вокал (1—3), бэк-вокал, блок-флейта
- Константин Шумайлов — клавишные, семплеры, бэк-вокал
- Павел Борисов — бас-гитара
- Игорь Доценко — барабаны
- Михаил Чернов — саксофон, флейта
- Иван Васильев — труба

## Звукорежиссёры
- Игорь Тихомиров
- Игорь Сорокин
- Вячеслав Евдокимов